# Бадминтон на Летњим олимпијским играма 2020.
Такмичење у бадминтону на Летњим олимпијским играма 2020. године у Токију одржани су између 24. јула и 2. августа 2021. године. Укупно 172 спортиста (86 играча и 86 играчица) такмичило се у пет дисциплина: мушки сингл, мушки дубл, женски сингл, женски дубл, и мјешовити парови.
Најсупешнија је била Кина са две златне и четири сребрне медаље.

## Земље учеснице
Укупно 172 бадминтониста из 49 националних олимпијских комитета (НОК) из пет континенталних конфедерација учествују на Љетњим олимпијским играма 2020. године.
- Аустралија
- Аустрија
- Азербејџан
- Белгија
- Бразил
- Бугарска
- Канада
- Кина
- Данска
- Египат
- Естонија
- Финска
- Француска
- Немачка
- Уједињено Краљевство
- Гватемала
- Хонгконг
- Мађарска
- Индија
- Индонезија
- Иран
- Ирска
- Израел
- Јапан (домаћин)
- Малезија
- Малдиви
- Малта
- Маурицијус
- Мексико
- Мјанмар
- Холандија
- Нигерија
- Пакистан
- Перу
- Refugee Olympic Team
- Русија
- Сингапур
- Словачка
- Јужна Кореја
- Шпанија
- Шри Ланка
- Шведска
- Швајцарска
- Кинески Тајпеј
- Тајланд
- Турска
- Украјина
- Сједињене Америчке Државе
- Вијетнам

## Биланс медаља
*   Домаћин ( Јапан)
| Позиција   | Држава         | Злато | Сребро | Бронза | Укупно |
| ---------- | -------------- | ----- | ------ | ------ | ------ |
| 1          | Кина           | 2     | 4      | 0      | 6      |
| 2          | Кинески Тајпеј | 1     | 1      | 0      | 2      |
| 3          | Индонезија     | 1     | 0      | 1      | 2      |
| 4          | Данска         | 1     | 0      | 0      | 1      |
| 5          | Индија         | 0     | 0      | 1      | 1      |
| 5          | Јужна Кореја   | 0     | 0      | 1      | 1      |
| 5          | Јапан          | 0     | 0      | 1      | 1      |
| 5          | Малезија       | 0     | 0      | 1      | 1      |
| Укупно (8) | Укупно (8)     | 5     | 5      | 5      | 15     |

## Освајачи медаља
| Дисциплина                  | Злато                                         | Сребро                           | Бронза                                  |
| Мушкарци појединачно детаљи | Виктор Акселсен · Данска                      | Чен Лунг · Кина                  | Ентони Синисука Гинтинг · Индонезија    |
| Мушки парови детаљи         | Кинески Тајпеј · Ли Јанг · Ванг Ћилин         | Кина · Ли Јунхуи · Лиу Јучен     | Малезија · Арон Чија · Сох Вуј Јик      |
| Жене појединачно детаљи     | Ченг Јуфеј · Кина                             | Тај Цујунг · Кинески Тајпеј      | Пусарла Венката Синду · Индија          |
| Женски парови детаљи        | Индонезија · Грејсија Полил · Апријани Рахају | Кина · Чен Ћингчен · Ђа Јифан    | Јужна Кореја · Ким Сојонг · Конг Хејонг |
| Мјешовити парови детаљи     | Кина · Ванг Ију · Хуанг Донгпинг              | Кина · Џенг Сивеј · Хуанг Јаћунг | Јапан · Јута Ватанабе · Ариса Хигашино  |